# Axel Grönberg
Rolf Axel Einar Grönberg (9. května 1918 Norberg – 23. dubna 1988 Stockholm) byl švédský zápasník.
Dvakrát startoval na olympijských hrách. V roce 1948 na hrách v Londýně, stejně tak o čtyři roky později v Helsinkách, vybojoval zlatou medaili ve střední váze.